# Moulinet, Lot-et-Garonne
Moulinet är en kommun i departementet Lot-et-Garonne i regionen Nouvelle-Aquitaine i sydvästra Frankrike. Kommunen ligger i kantonen Cancon som tillhör arrondissementet Villeneuve-sur-Lot. År 2022 hade Moulinet 197 invånare.

## Befolkningsutveckling
Antalet invånare i kommunen Moulinet
| Referens: INSEE |